# Cordia appendiculata
Cordia appendiculata är en strävbladig växtart som beskrevs av Greenman. Cordia appendiculata ingår i släktet Cordia, och familjen strävbladiga växter. Inga underarter finns listade i Catalogue of Life.